# Burgdorfer Kreisblatt
Das Burgdorfer Kreisblatt war eine in Burgdorf in der Region Hannover, Niedersachsen erschienene Tageszeitung, die sich im Untertitel zeitweilig als „überparteiliches und unabhängiges Heimatblatt“ bezeichnete und auch als amtliches Bekanntmachungsblatt fungierte. Das zuletzt im Burgdorfer Verlag Rumpeltin erschienene Blatt erschien erstmals im 19. Jahrhundert und ist ab dem Jahr 1869 dokumentiert.
Während der Zeit des Nationalsozialismus und mitten im Zweiten Weltkrieg erschien das Burgdorfer Kreisblatt zuletzt im April 1945. Die spätere Fortführung der Tageszeitung wurde erst 1986 eingestellt mit der Ausgabe 100 des 121. Jahrgangs.

## Nachfolger
Etwa ein Jahr erschien das Burgdorfer Tageblatt von Mai 1986 bis Juni 1987, ab 1987 gefolgt von dem Anzeiger für Burgdorf als Beilage der Neuen Presse und der Hannoverschen Allgemeinen Zeitung (HAZ).

## Archivalien
Archivalien von und über das Burgdorfer Kreisblatt finden sich beispielsweise
- im Zeitungsarchiv der Stadt Burgdorf[2]

## Persönlichkeiten
- 1961–1962: Jochen Mellin nahm hier im Oktober 1961 seine erste Arbeit als Fotojournalist auf, bevor er im Folgejahr 1962 zur HAZ wechselte.[4]